# رودی رزنفلد
رودی رُزنفلد (رومانیایی: Rudi Rosenfeld؛ زاده ۴ اوت ۱۹۴۱ – ۲۴ اوت ۲۰۱۸) بازیگر اهل رومانی بود.
از فیلم‌ها یا مجموعه‌های تلویزیونی که وی در آن‌ها نقش داشته است، می‌توان به بادبان‌های برافراشته، نوسترآداموس، آمین.، عروسی بی سروصدا و راز باخوس اشاره نمود.